# Alcanena e Vila Moreira
Alcanena e Vila Moreira (llamada oficialmente União das Freguesias de Alcanena e Vila Moreira) es una freguesia portuguesa del municipio de Alcanena, distrito de Santarém.

## Historia
Fue creada el 28 de enero de 2013 en aplicación de una resolución de la Asamblea de la República de Portugal promulgada el 16 de enero de 2013 con la unión de las freguesias de Alcanena y Vila Moreira, pasando a estar situada su sede en la antigua freguesia de Alcanena.

## Demografía
| Gráfica de evolución demográfica de Alcanena e Vila Moreira entre 2011 y 2021 |
|                                                                               |
| Datos según el nomenclátor publicado por el INE portugués.                    |